# Gens Bel·liena
La gens Bel·liena (llatí: Belliena gens) o Bil·liena (llatí: Billiena) fou una gens romana d'origen plebeu. Es coneixen pocs membres d'aquesta família, cap dels quals no va assolir mai el consolat.
L'existència d'un membre de la gens Ànnia documentat amb el cognomen de Bel·liè, Gai Anni Bel·liè, va portar a pensar que es tractava d'una branca dels Annis, i que Bel·liè era un cognomen. No obstant això, les inscripcions permeten afirmar que es tractava d'una gens.
Es coneixen els membres següents:
- Bel·liè o Bel·lí, segons els manuscrits, pretor cap al 67 aC
- Bel·liè Demetri, llibert romà que causà una revolta a Ligúria el 49 aC
- Gai Bel·liè, pretor a l'Àsia el 107 aC
- Luci Bel·liè, pretor a l'Àfrica el 107 aC, oncle de Catilina
- Luci Bel·liè, personatge al qual la multitud va cremar la casa durant el funeral de Juli Cèsar[4]